# خافيير كاربيو
خافيير كاربيو (بالإسبانية: Javier Carpio)‏ (6 أبريل 1984 بسلامنكا في إسبانيا - ) هو لاعب كرة قدم إسباني في مركز الدفاع. لعب مع بونفيرادينا وديبورتيفو ألافيس ونادي ألكويانو ونادي إلتشي وMazarrón CF ‏ وديبورتيفو ألافيس ب وPinatar CF ‏.

## وصلات خارجية
- خافيير كاربيو على موقع قاعدة بيانات كرة القدم.إي يو (الإنجليزية)
- خافيير كاربيو على موقع Soccerbase.com (لاعب) (الإنجليزية)
- خافيير كاربيو على موقع Soccerway.com (الإنجليزية)
- خافيير كاربيو على موقع عالم كرة القدم.نت (الإنجليزية)
- خافيير كاربيو على موقع AS.com (الإسبانية)